# Joannie Rochette
Joannie Rochette (n. 13 ianuarie 1986, Montréal, provincia Québec, Canada) este o patinatoare artistică canadiancă, medaliată olimpică. A participat la 2 ediții ale Jocurilor Olimpice (2006, 2010) în care a câștigat o medalie de bronz.